# 旭温泉 (北海道)
旭温泉（あさひおんせん）は、北海道天塩郡遠別町字旭にある温泉。

## 泉質
源泉は2種類ある。
- 旭の湯
  - ナトリウム - 塩化物泉（低張性中性高温泉）（旧泉質名：食塩泉）
    - 源泉温度29.4℃、pH 7.3
    - 湯色は黄褐色
- 富士見の湯
  - ナトリウム - 炭酸水素塩・塩化物泉（低張性アルカリ性高温泉）（旧泉質名：含食塩 - 重曹泉）
  - pH 9.0
  - 湯色は黒褐色[1]

## 温泉地
日帰り入浴施設と宿泊施設を兼ねた一軒宿である。
加温濾過循環方式。男女別に、内風呂・露天風呂・サウナ風呂および男女日替わりで利用できる露天歩行浴槽がある。

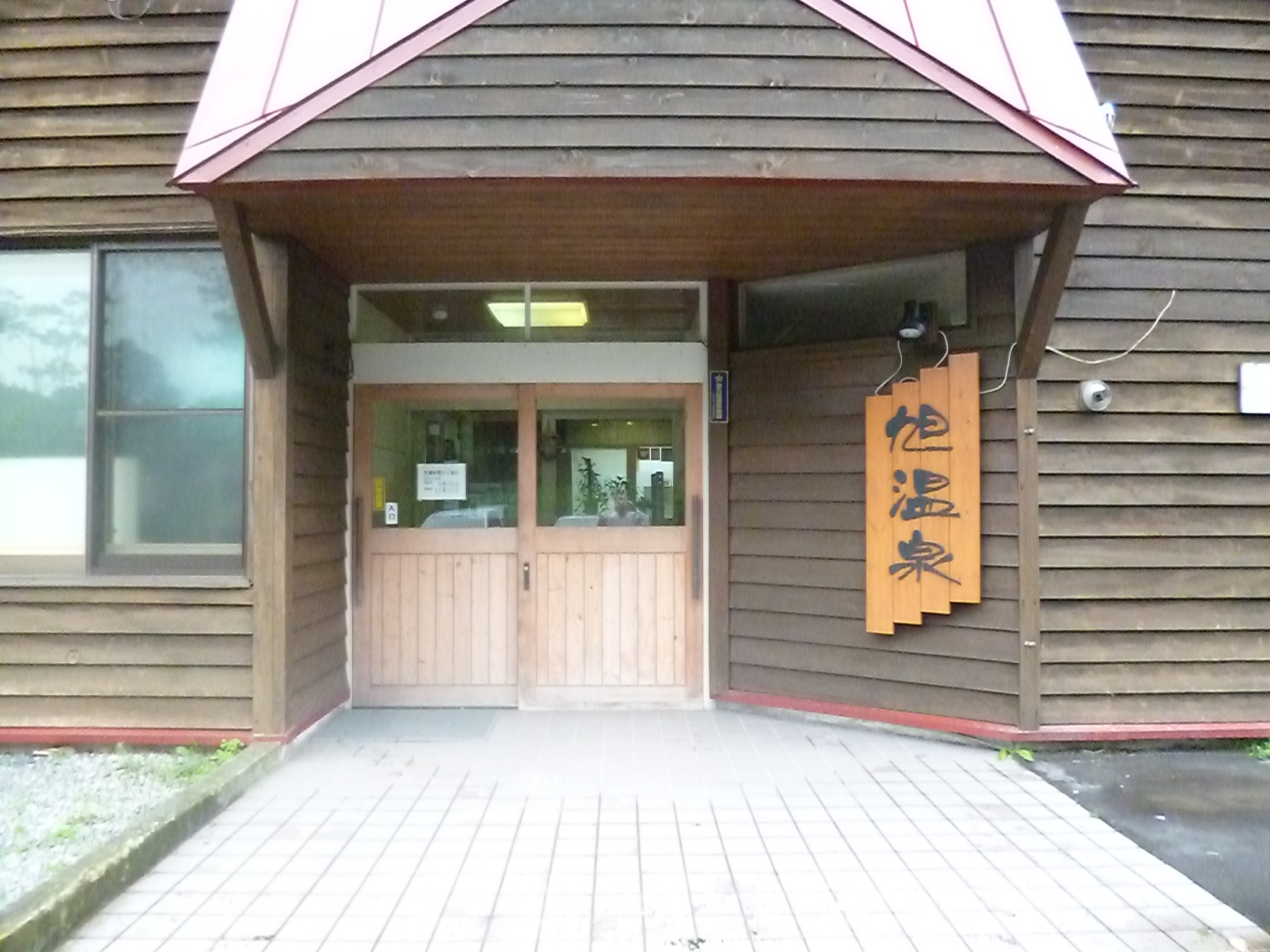
正面①
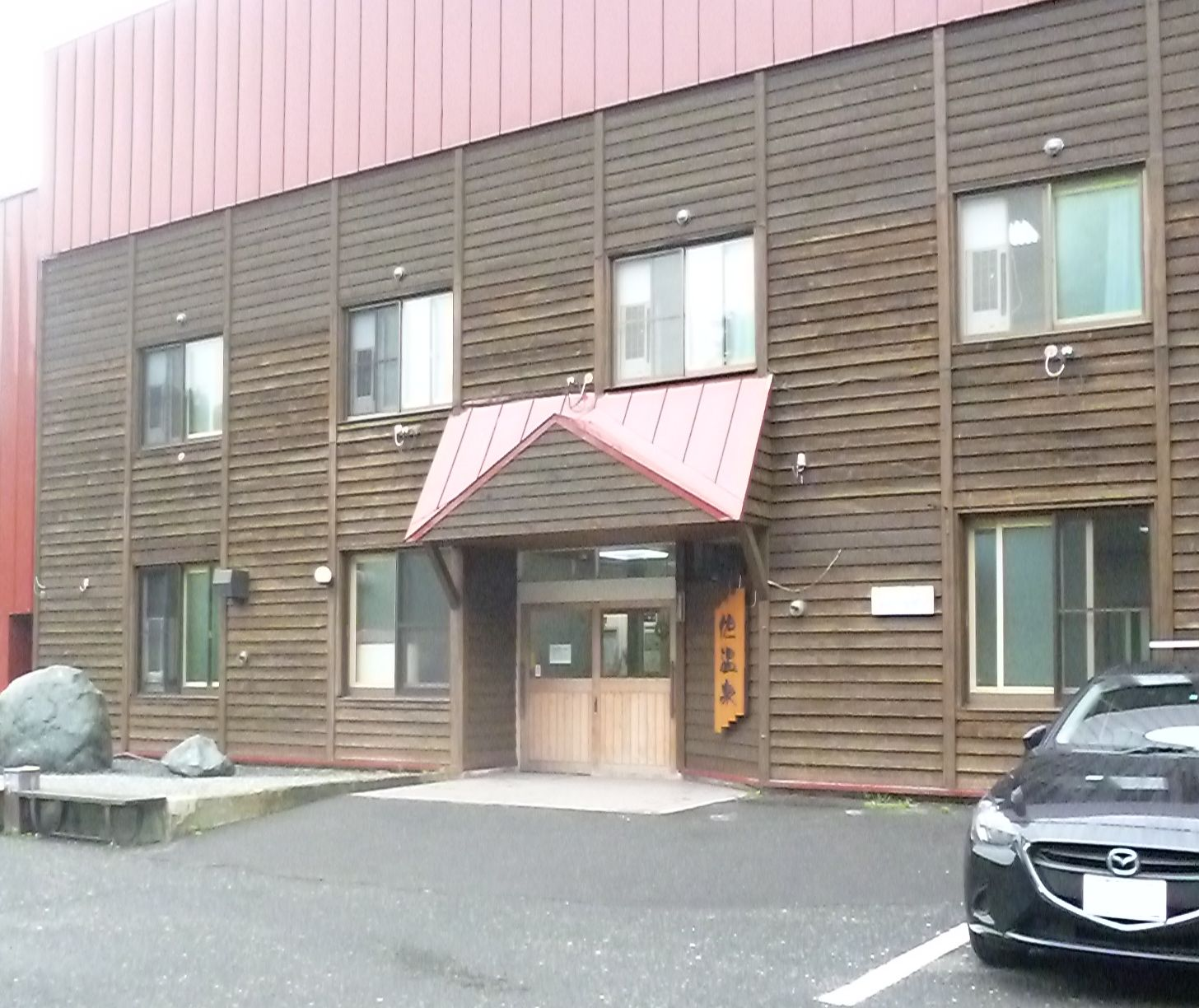
正面②
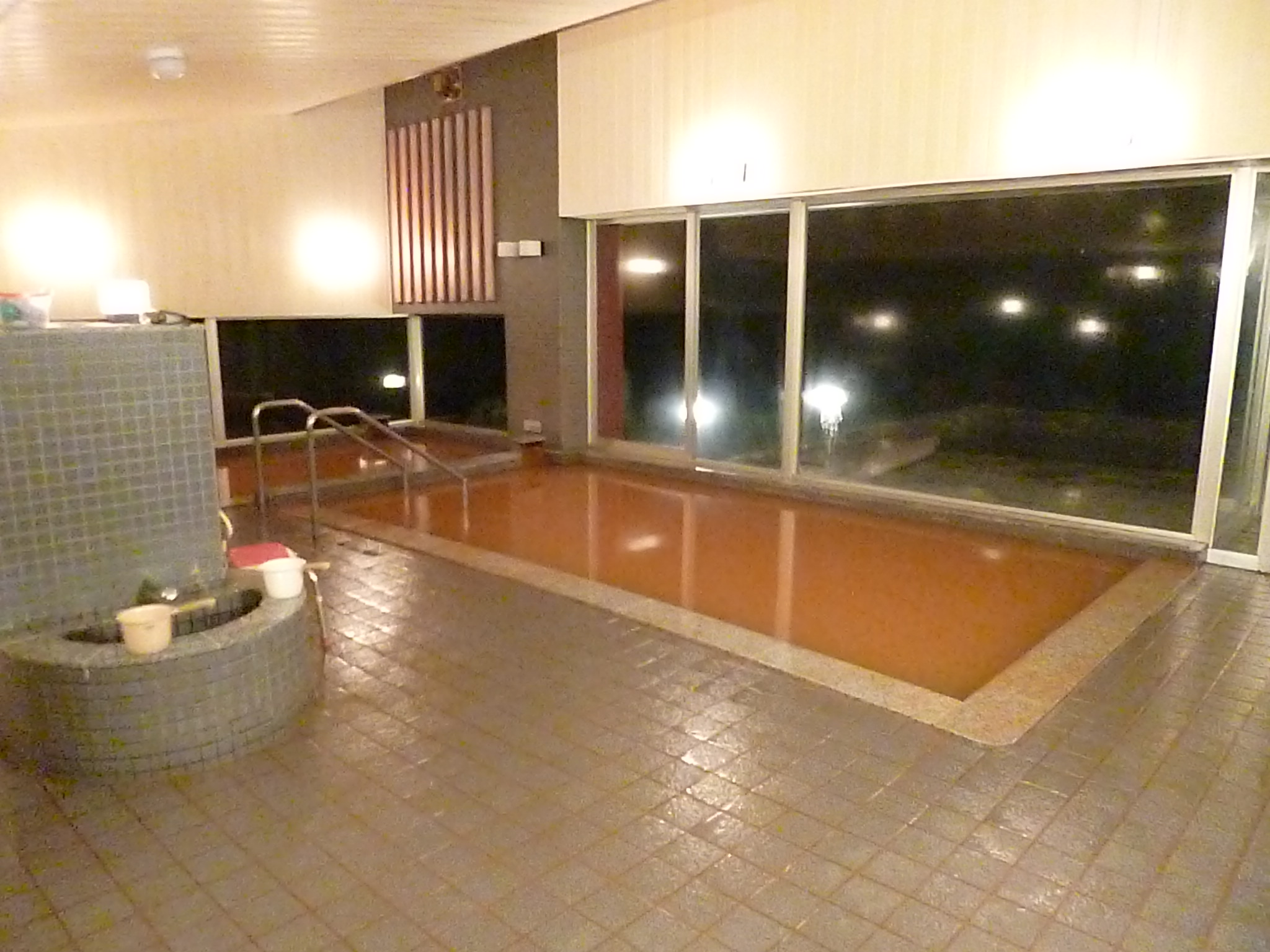
旭の湯
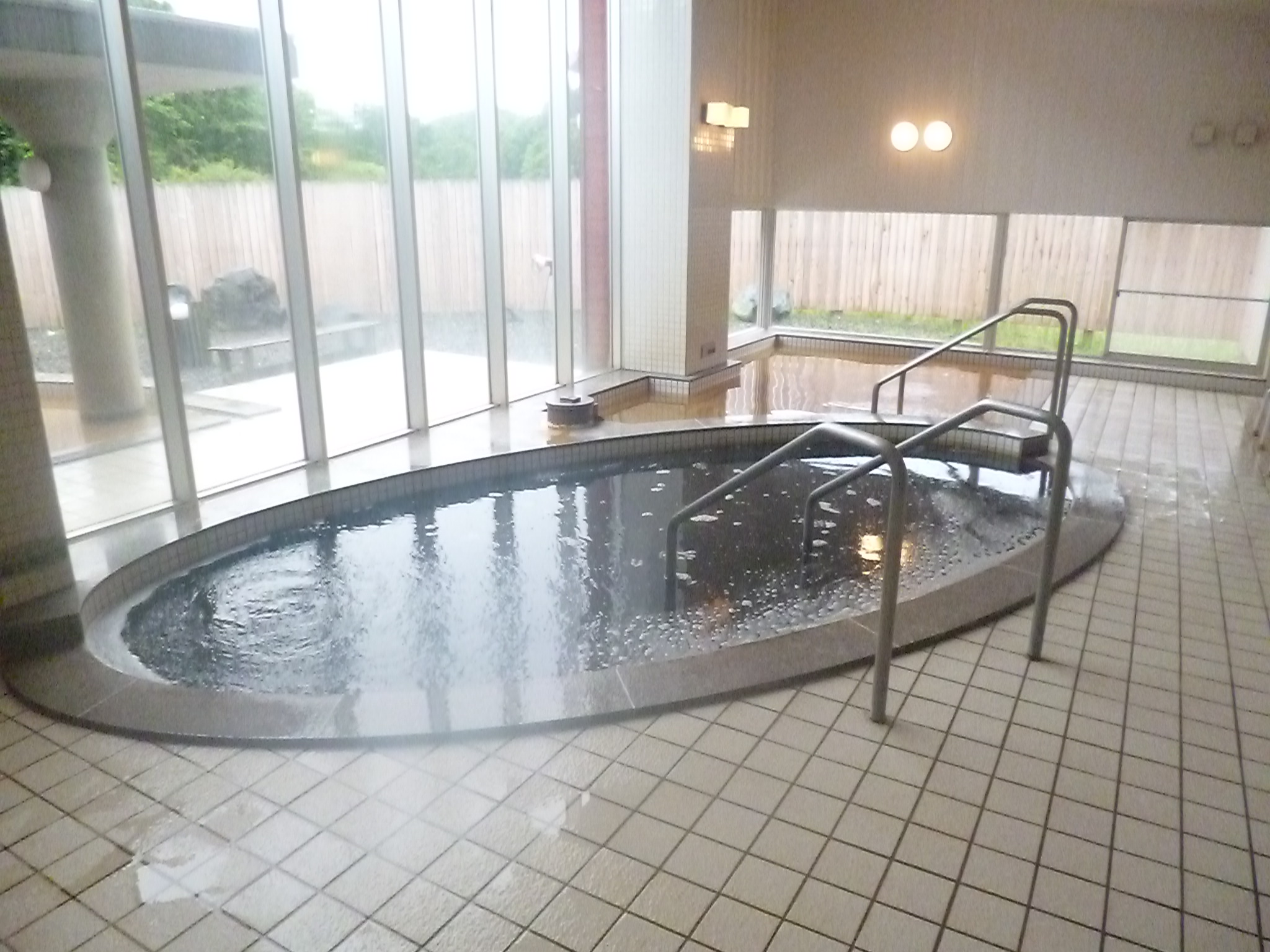
富士見の湯
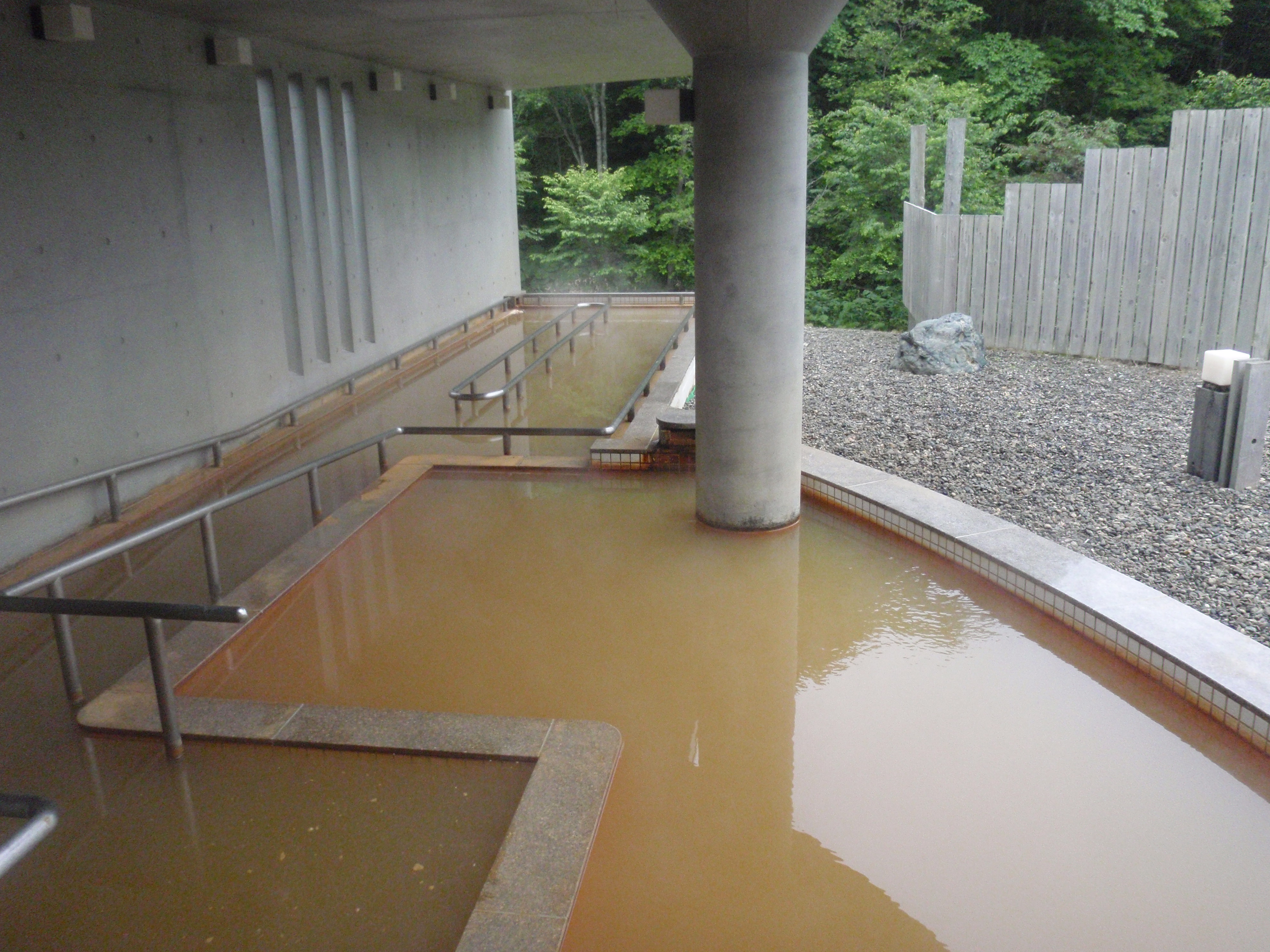
露天風呂と歩行浴槽

## 歴史
- 1979年(昭和54年) - 開湯。
- 2005年(平成17年) - 運営主体が遠別町観光公社から大新東（シダックス傘下）に移管[2][3]。この時に建物・設備も近代的なものに改築された。

## アクセス
- 北海道道971号旭温泉旭線
- 遠別バスターミナルから無料送迎バスで約15分。